# Prix de virologie M.W. Beijerinck
Le prix de virologie M.W. Beijerinck est un prix décerné par l'Académie royale  des arts et des sciences néerlandaise, KNAW. Le prix a été fondé en 1965 en l'honneur du microbiologiste néerlandais Martinus Willem Beijerinck et est décerné tous les trois ans à un chercheur de haut niveau du domaine de la virologie.

## Lauréats de la Médaille M.W. Beijerinck

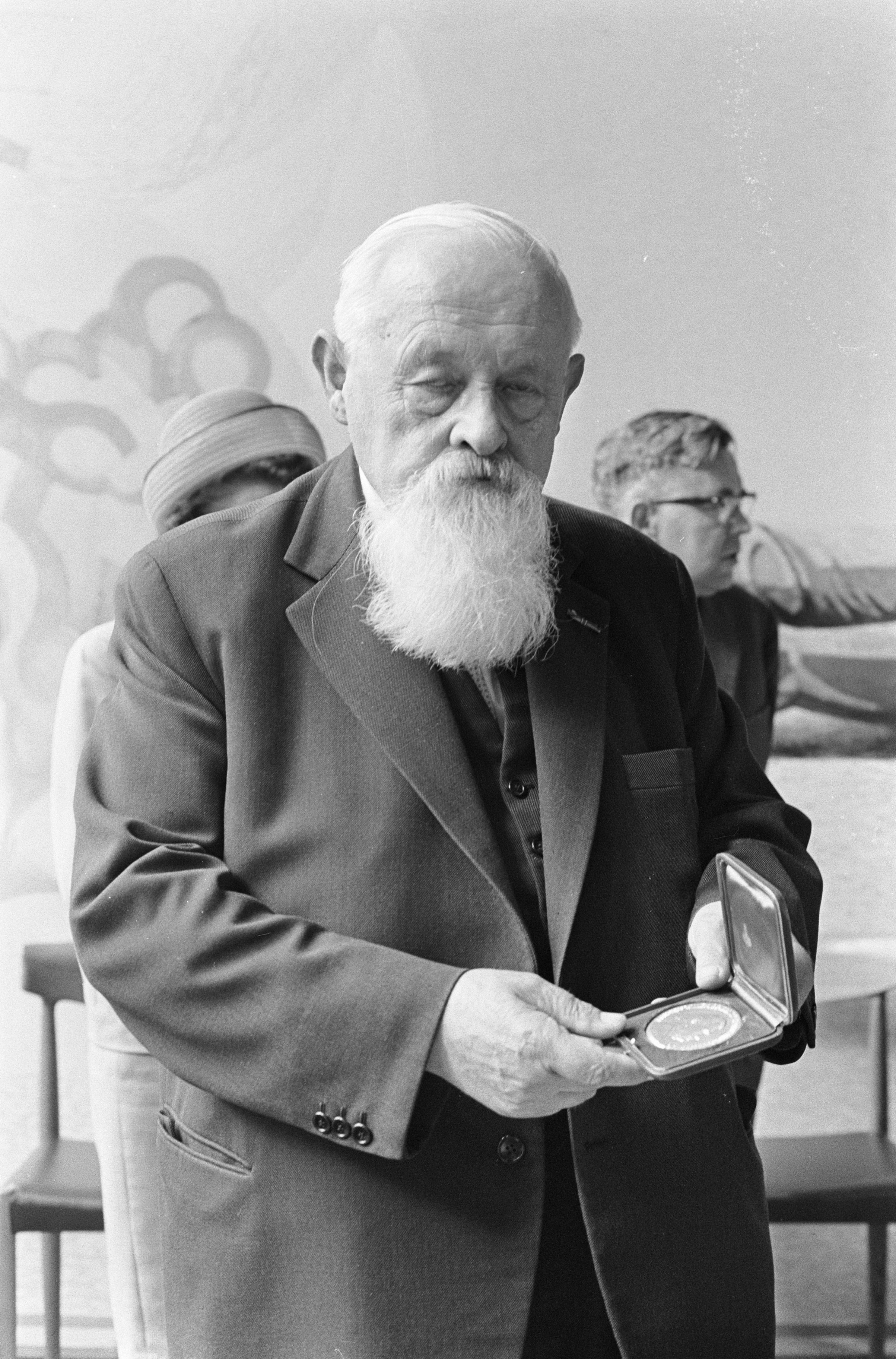
Egbertus van Slogteren recevant le prix en 1966.

| Année | Lauréat(s)                     | Nationalité | Travaux récompensés |
| ----- | ------------------------------ | ----------- | ------------------- |
| 1966  | Egbertus van Slogteren         | Pays-Bas    | pour                |
| 1969  | Robert Sinsheimer              | États-Unis  | pour                |
| 1972  | Wouter Berends                 | Pays-Bas    | pour                |
| 1975  | Gied Jaspars and Ab van Kammen | Pays-Bas    | pour                |
| 1978  | Lex van der Eb                 | Pays-Bas    | pour                |
| 1983  | Ben van der Zeijst             | Pays-Bas    | pour                |
| 1986  | Walter Fiers                   | Belgique    | pour                |
| 1989  | Jan van der Noordaa            | Pays-Bas    | pour                |
| 1992  | Harald zur Hausen              | Allemagne   | pour                |
| 1996  | Marian Horzinek                | Pays-Bas    | pour                |
| 1998  | Ab Osterhaus                   | Pays-Bas    | pour                |

## Lauréats du Prix M.W. Beijerinck
| Année | Lauréat(s)               | Nationalité | Travaux récompensés                                                                           |
| ----- | ------------------------ | ----------- | --------------------------------------------------------------------------------------------- |
| 2001  | Robin Weiss (en)         | Royaume-Uni | pour ses recherches pionnières en virologie, en particulier sur les rétrovirus.               |
| 2004  | David Baulcombe          | Royaume-Uni | pour ses recherches pionnières en virologie, en particulier sur le RNA silencing.             |
| 2007  | Charles M. Rice          | États-Unis  | pour ses recherches pionnières en virologie, en particulier sur les Flavivirus.               |
| 2010  | Eckard Wimmer (en)       | États-Unis  | pour ses recherches pionnières en virologie, en particulier sur le poliovirus                 |
| 2013  | Felix Rey                | France      |                                                                                               |
| 2015  | Peter Palese (en)        | États-Unis  |                                                                                               |
| 2017  | Raul Andino (en)         | États-Unis  |                                                                                               |
| 2019  | Eva Harris (en)          | États-Unis  | pour ses recherches exceptionnelles sur les virus en général et les arbovirus en particulier. |
| 2021  | Ralf Bartenschlager (en) | Allemagne   | pour ses efforts pour combattre l'hépatite C.                                                 |

## Source
- (nl) Cet article est partiellement ou en totalité issu de l’article de Wikipédia en néerlandais intitulé « M.W. Beijerinck Virologie Prijs » (voir la liste des auteurs).